# Radicale Kritiek
De Radicale Kritiek was een stroming aan theologische faculteiten van Nederlandse universiteiten, die geen van de brieven van Paulus als echt erkende en die aannam dat alle geschriften van het Nieuwe Testament in de tweede eeuw ontstaan waren. Het verschijnen van De Bergrede van Allard Pierson in 1878 wordt beschouwd als het beginpunt van deze Hollandse radicale school, die in 1957 met de dood van G.A. van den Bergh van Eysinga tot een einde kwam. Andere vertegenwoordigers waren A.D. Loman, W.C. van Manen en Gerard Bolland.